# Ухтинский государственный технический университет
Ухти́нский госуда́рственный техни́ческий университе́т (УГТУ) — высшее учебное заведение, расположено в Ухте, Республика Коми. Является базовым университетом по подготовке инженеров для нефтегазовых компаний, полное наименование — Федеральное государственное бюджетное образовательное учреждение высшего образования «Ухтинский государственный технический университет».
Включает три факультета и более тридцати кафедр; индустриальный институт (СПО), начальную школу и два филиала: в Воркуте и Усинске. По программам высшего и среднего профессионального образования в университете обучается около шести тысяч студентов. Профессорско-преподавательский состав, включая преподавателей СПО, насчитывает примерно 350 сотрудников; из них более 15 профессоров, 70 доцентов. В университете действует более десяти научных школ.
УГТУ является учебным заведением федерального подчинения.
Статус университета получил в 1999 году. До этого именовался индустриальным институтом.
С 1997 года ректором УГТУ был доктор технических наук, академик РАЕН, профессор Николай Денисович Цхадая. С 12 ноября 2018 года исполняющим обязанности ректора университета назначен Дмитрий Анатольевич Беляев. С 11 февраля 2020 года ректором университета назначен Руслан Викторович Агиней.

## Структура
- Воркутинский филиал
- Усинский филиал
- Нефтегазовый факультет
- Технологический факультет
- Факультет экономики, управления и информационных систем
- Индустриальный институт (СПО)
  - Ухтинский горно-нефтяной колледж
- Институт дополнительного профессионального образования и обучения (ИДПО)
- Начальная общеобразовательная школа «Росток—УГТУ»
- Бизнес-инкубатор УГТУ

Университет поддерживает команду по хоккею с шайбой «Арктик-Университет» и баскетбольный клуб «Планета-Университет», танцевальный коллектив «United BIT», ансамбль танца «Наргиз», театр-студию «Фрески», клуб спортивного бального танца «Дуэт-УГТУ», ансамбль бального танца «Радость», вокально-хоровую студию.

### Корпуса
Корпуса университета расположены в разных районах города:
- Корпуса «А», «Б», «В» и «Г» —  улица Первомайская, 13
- Корпус «Д» —  улица Первомайская, 9
- Корпус «Е» — улица Октябрьская, 13 (до 2020 года)
- Корпус «К» — улица Сенюкова, 21
- Корпус «Л» — улица Сенюкова, 15
- Корпус «Н» — улица Сенюкова, 15 (до 2019 года — улица Мира, 4[6])

## Партнёры

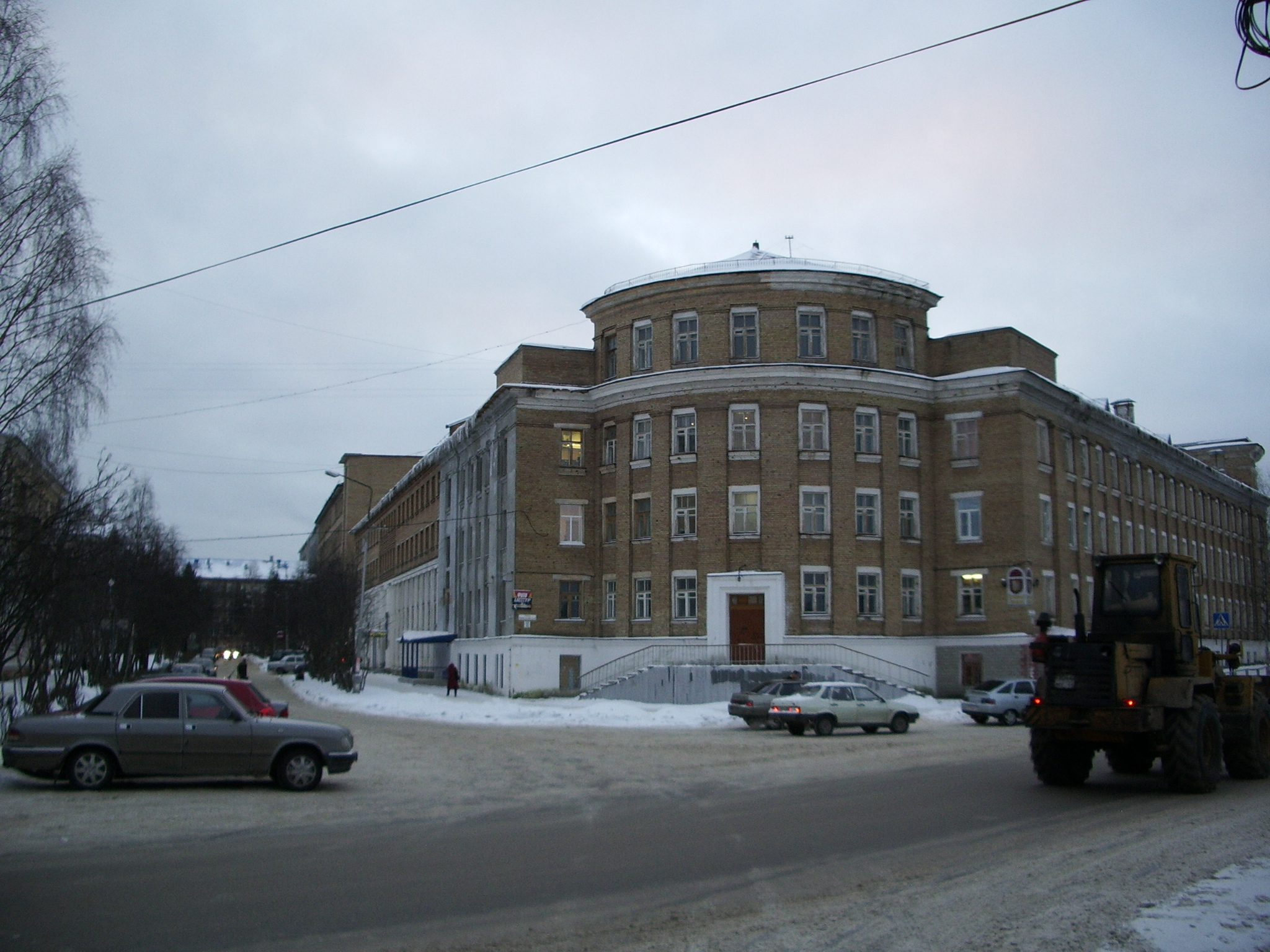
Главный корпус (вид сзади)

Ухтинский университет сотрудничает с ведущими корпорациями России нефтегазовой, геологической, горнодобывающей, лесной, строительной и других отраслей промышленности. Сотрудничество с бизнесом организованно более чем в 20 областях: профессиональная ориентация, образование, наука и инновации, проекты и опыт, консалтинг и промышленная безопасность, спорт и культура, поддержка детей без родителей. Основные стратегические партнеры университетского комплекса:
- «Газпром» — «Газпром трансгаз Ухта», «ВНИИГАЗ», «Газпром бурение», «Газпром добыча», «Газпром промгаз», «Газпром нефть», НПЗ «Газпром», Штокман Девелопмент АГ, Гипрогазцентр и еще 19 других предприятий РФ;
- «Лукойл» — «Лукойл-Коми», «Лукойл-Инжиниринг», НПЗ «Лукойл-Ухта», «Лукойл-Северо-Западнефтепродукт» и другие;
- «Роснефть» — «РН - Северная нефть», «РН-Бурение», «РН-Сервис»
- «Транснефть» — АО «Транснефть – Север», АО «Гипротрубопровод» и еще 7 компаний по всей стране;
- «Зарубежнефть» — филиалы во Вьетнаме, Кубе, на Ближнем Востоке и в других регионах;
- Международные корпорации — Hulliburton, Total, Schlumberger, Baker Huges, Ml-Svaco, Mireco, Gaz de France, Ruhrgas и многие другие.

## Список ректоров
- С 1967 года по 1975 год — Григорий Ермолаевич Панов
- С 1975 года по 1980 год — Владимир Михайлович Матусевич
- C 1 сентября 1980 года по май 1997 года — Геннадий Васильевич Рассохин
- С июня 1997 года по 31 октября 2018 года — Николай Денисович Цхадая
- С 1 ноября 2018 года по 12 июля 2019 года — Дмитрий Анатольевич Беляев (врио)
- С 11 февраля 2020 года Руслан Викторович Агиней (врио 15 июля 2019 года — 11 февраля 2020 года)